# Lorenzo Milesi
Lorenzo Milesi (San Giovanni Bianco, 19 de marzo de 2002) es un deportista italiano que compite en ciclismo en la modalidad de ruta, perteneciendo desde 2024 al equipo Movistar.
Ganó una medalla de oro en el Campeonato Mundial de Ciclismo en Ruta de 2023, en la prueba de contrarreloj sub-23.

## Medallero internacional
| Campeonato Mundial | Campeonato Mundial    | Campeonato Mundial | Campeonato Mundial  |
| Año                | Lugar                 | Medalla            | Competición         |
| ------------------ | --------------------- | ------------------ | ------------------- |
| 2023               | Glasgow (Reino Unido) | Medalla de oro     | Contrarreloj sub-23 |

## Palmarés
2022
- 2 etapas del Triptyque des Monts et Châteaux
- 1 etapa del Tour del Porvenir

2023
- Campeonato Mundial Contrarreloj sub-23

## Resultados en Grandes Vueltas
| Carrera | Carrera         | 2021 | 2022 | 2023 | 2024 | 2025 |
| ------- | --------------- | ---- | ---- | ---- | ---- | ---- |
|         | Giro de Italia  | —    | —    | —    | 85.º | 88.º |
|         | Tour de Francia | —    | —    | —    | —    | —    |
|         | Vuelta a España | —    | —    | Ab.  | —    | —    |

| —: No participó | Ab: Abandono |

## Equipos
- Beltrami TSA-Tre Colli (2021)
- Development DSM (2022)
- Team DSM (2023)
  - Team DSM (01.2023-05.2023)
  - Team dsm-firmenich (06.2023-12.2023)
- Movistar Team (2024-)